# 譚槏
譚槏（越南语：／；1860年—1909年），原名譚慎平（越南语：／），越南阮朝官員。

## 生平
譚槏是北寧省慈山府東岸縣義立總香墨社（今屬北寧省慈山市香墨坊香墨村）人，嗣德十三年（1860年）出生。同慶元年（1886年），譚槏參加河南場鄉試，考中舉人。成泰元年（1889年），譚槏會試中格，殿試被黜為舉人，出仕為里仁教授。成泰七年（1895年），譚槏會試中格，庭試考中進士。後任慶和、清化督學。維新三年（1909年）六月，譚槏在任上去世，壽五十歲，阮廷追贈光祿寺卿。